# 王小谟
王小谟（1938年11月12日—2023年3月6日），上海人，中国大陆雷达专家，中国现代预警机事业的开拓者、奠基人。

## 生平
王小谟1961年毕业于北京工业学院（今北京理工大学），曾任电子工业部38所所长、信息产业部电子科学研究院常务副院长，中国电子科技集团公司科技委副主任。1995年当选中国工程院院士。他一共培养了18名中国预警机系统或雷达系统总设计师，并获得2012年度国家最高科学技术奖。
2023年3月6日14时06分因病在北京逝世。

## 著作
- 《监视雷达技术》，王小谟、匡永胜、陈忠先等编，电子工业出版社出版。2008-1-1 出版，ISBN：9787121057960。